# Filipp Maljavin
Filipp Andrejevitsj Maljavin (Russisch: Филипп Андреевич Малявин) (Kasanka, oblast Orenburg, 22 oktober 1869 – Nice, 23 december 1940) was een Russisch kunstschilder.

## Leven en werk
Maljavin was een diepreligieus man. Hij diende in zijn jonge jaren als lekenbroeder in een klooster te Athos, in Griekenland, waar hij iconen bestudeerde. Vanaf 1892 studeerde hij onder Ilja Repin in Sint-Petersburg.
Net als zijn tijdgenoot Abram Archipov concentreerde Maljavin zich vooral op het schilderen van boerenvrouwen, waarbij hij heldere, vaak felle kleuren gebruikte die doen denken aan traditionele en religieuze kunst. In tegenstelling tot het maatschappijkritische werk van Archipov laat Maljavin vaak de positieve kant van het boerenleven zien, met lachende vrouwen in prachtige klederdracht.
Maljavin was in het begin van de twintigste eeuw lid van de Peredvizjniki (de ‘zwervers’) en exposeerde regelmatig voor de Wereld van de Kunst, van Sergej Diaghilev, onder meer op de Wereldtentoonstelling van 1900 te Parijs. Door het geprononceerde kleurgebruik werd hij aanvankelijk in verband gebracht met de avant-garde, maar hij bleef een conservatieve mening toegedaan over de rol van de schilderkunst in de maatschappij. Na de Russische Revolutie verwierp hij de experimentele neigingen van de avant-garde en koos voor een meer realistische stijl.
In 1922 werd Maljavin lid van de “Kunstenaarsvereniging van Revolutionair Rusland” en maakte ook enkele portretten van Lenin en Trotski. Kort daarna vertrok hij echter alsnog naar het buitenland, naar Nice, in Frankrijk, waarschijnlijk vanwege de anti-religieuze houding van het nieuwe Sovjet-regime. In Nice bleef hij tot aan zijn dood in 1940 schilderijen maken van het boerenleven aldaar.

## Galerij

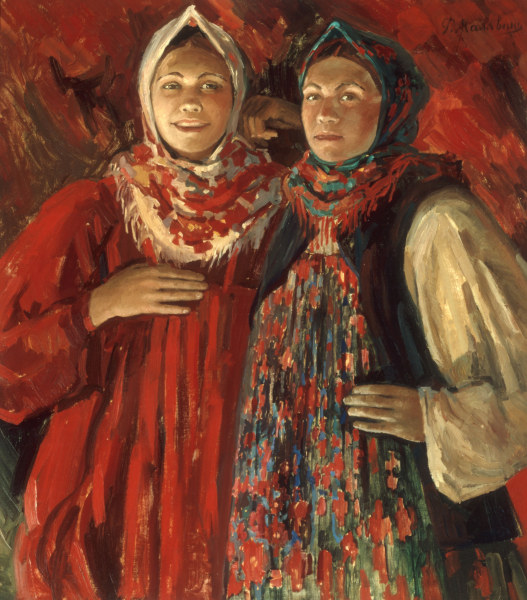
Twee Russische schoonheden
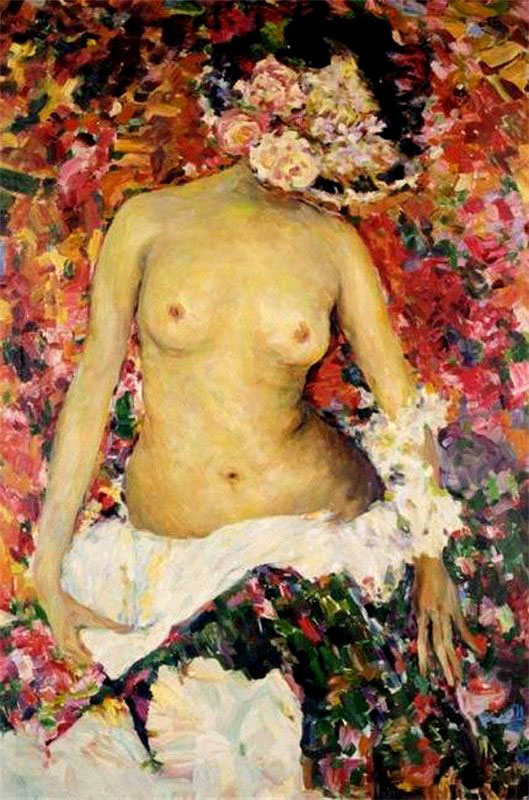
Model in hoed
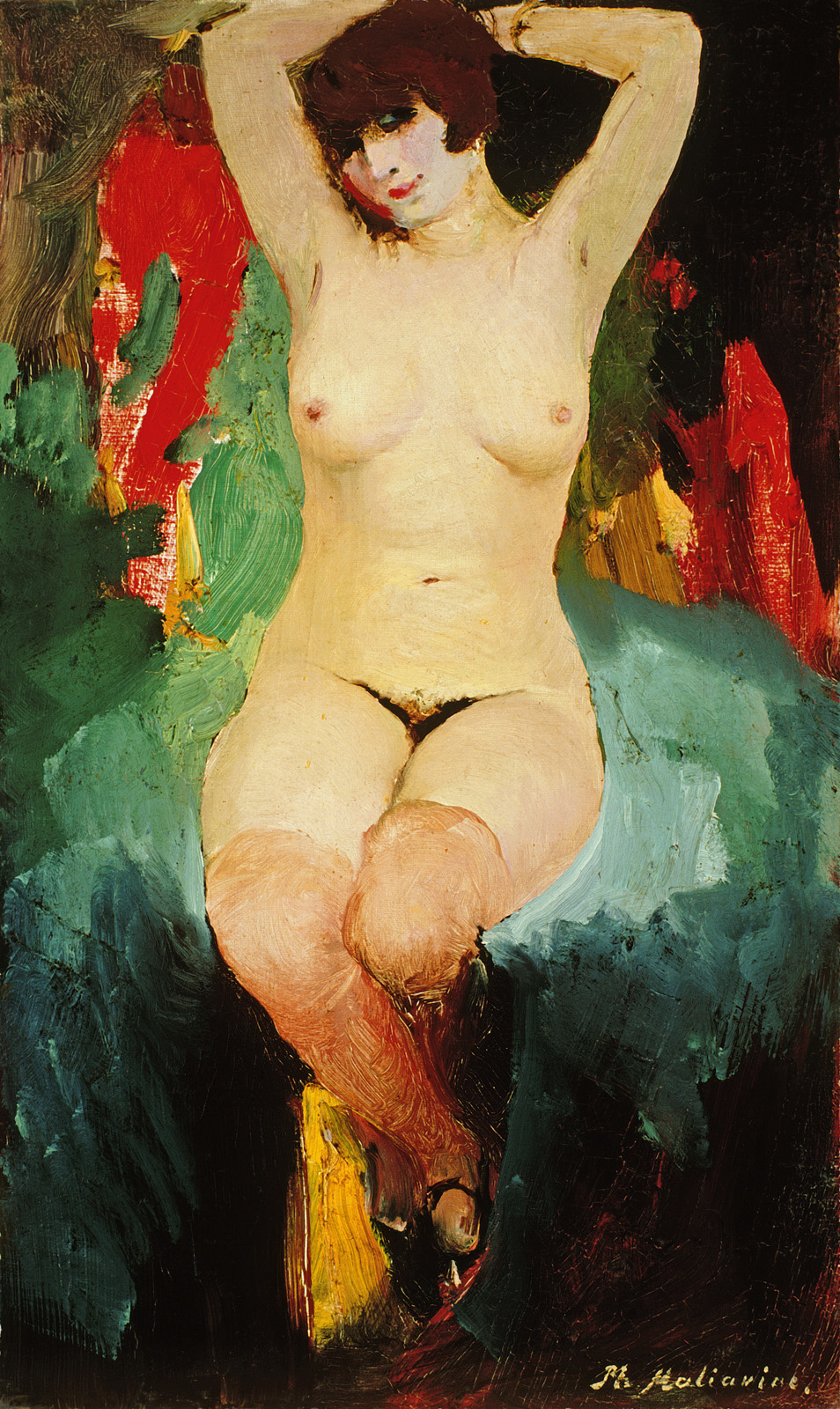
Vrouwelijk naakt
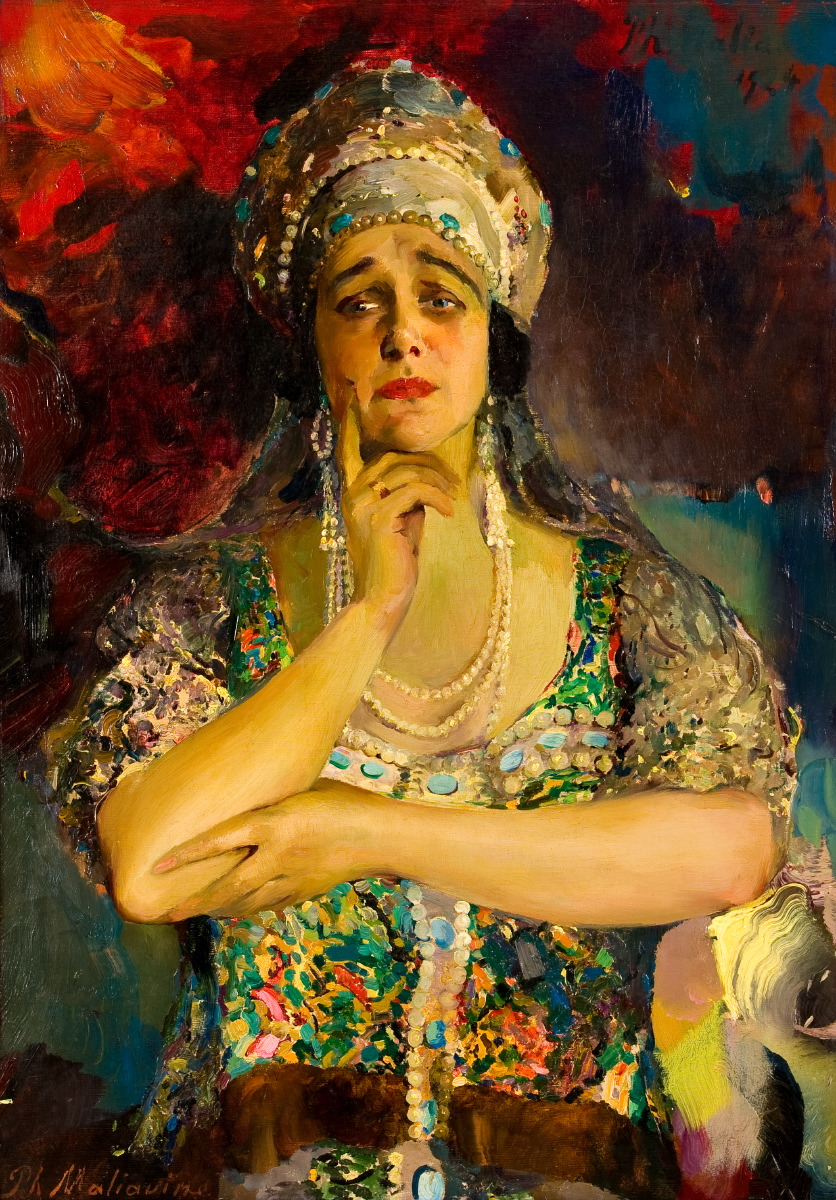
Nadezjda Plevitskaja
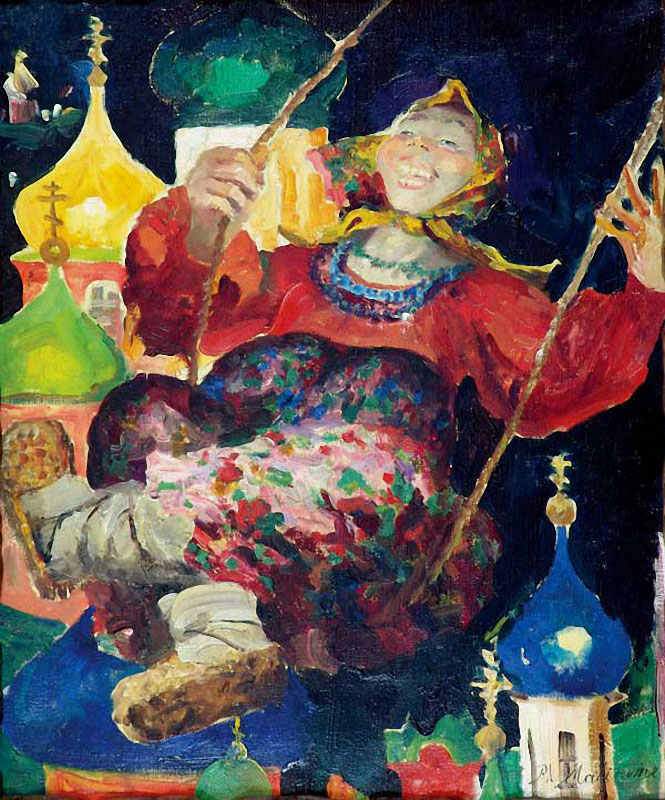
Portret van een in rood geklede vrouw
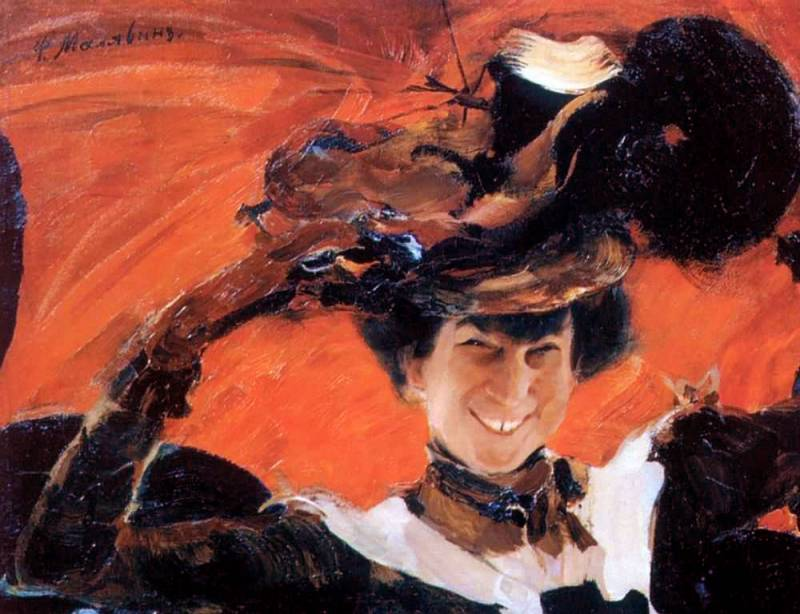
Mara
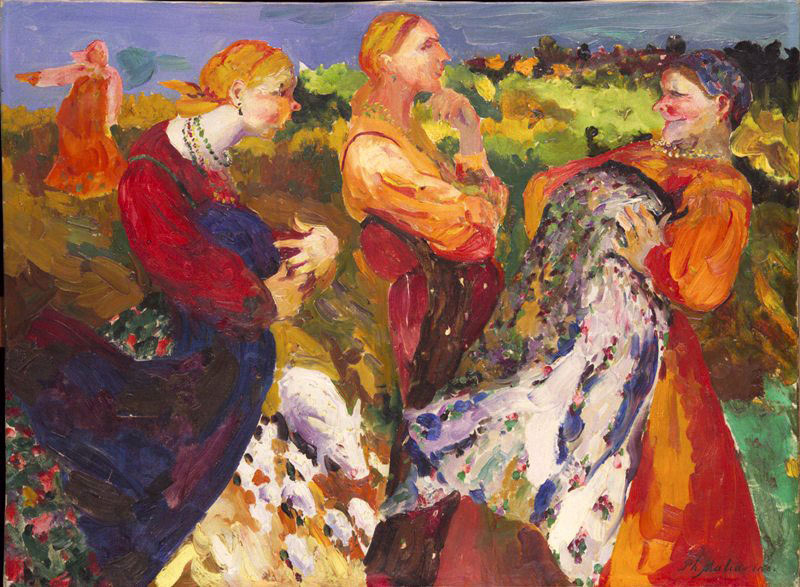
Roddels
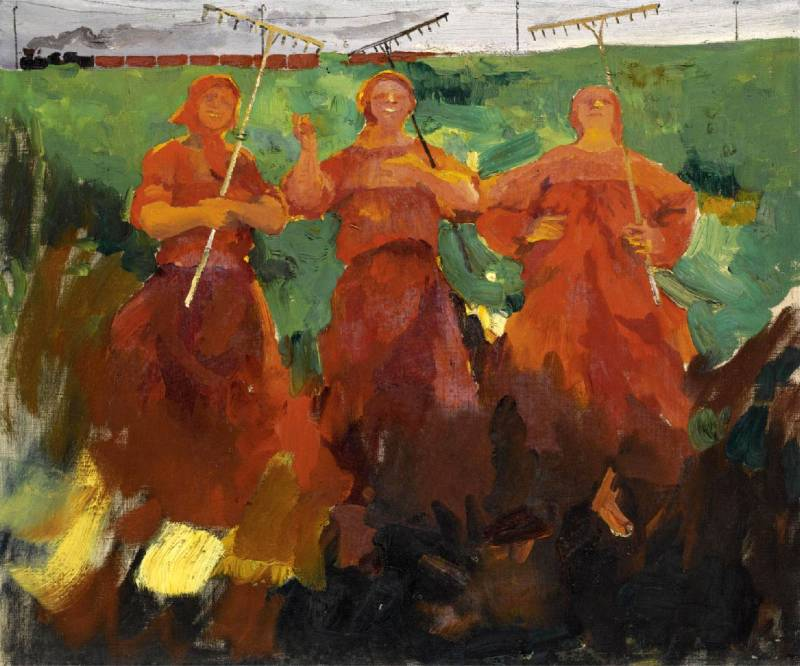
Drie boerenvrouwen
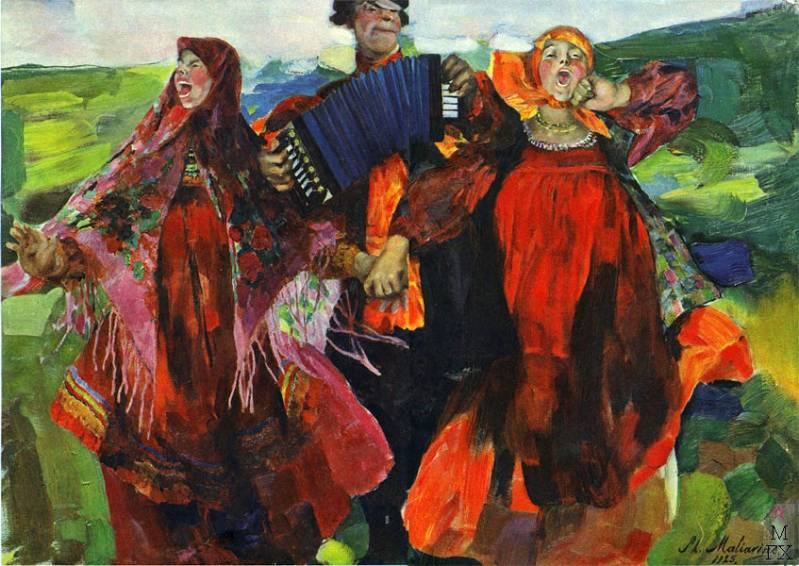
Harmonicaspeler met dansende vrouwen
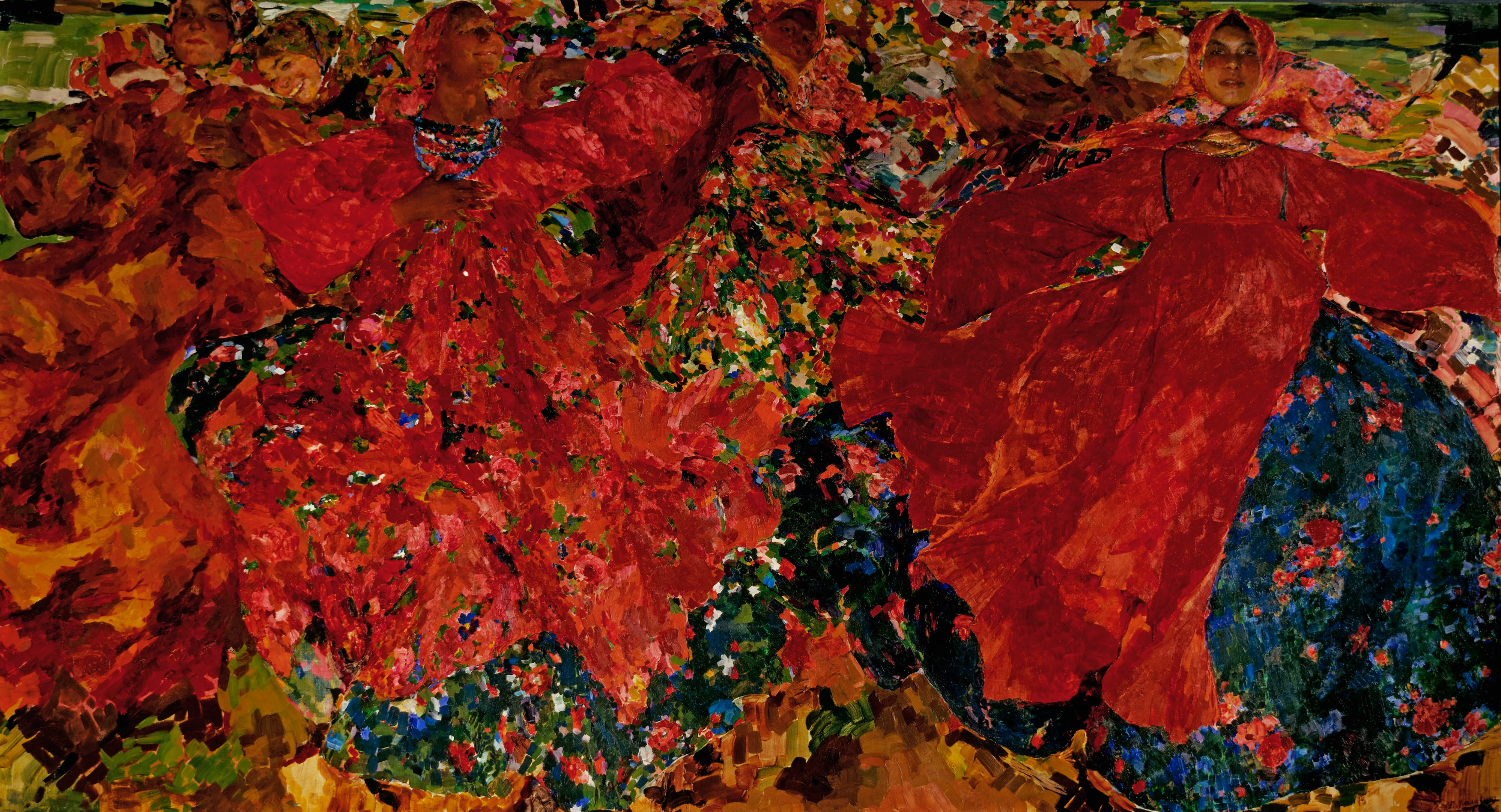
Wervelwind